# قنطرة قرطبة
كانت قنطرة قرطبة من المعالم المهمَّة في قرطبة (قنطرة قرطبة)، والتي تقع على نهر الوادي الكبير، وقد عُرفت باسم: (الجسر)، وأيضًا: (قنطرة الدهر)، أو كما تسمى الآن (Puente romano) طولها أربعمائة متر تقريبًا، وعرضها أربعين مترًا، وارتفاعها ثلاثين مترًا.
وقد بنيت في عهد السمح ابن مالك الخولاني صاحب الأندلس بأمر عمر بن عبد العزيز سنة (101هـ) وشيدها بنو أمية بعد ذلك وحسنوها، وقيل إنه قد كانت في هذا المكان قنطرة من بنيان الأعاجم قبل دخول العرب بنحو مائتي سنة أثرت فيها الأزمان بمكابدة المدود حتى سقطت حناياها ومحيت أعاليها وبقيت أرجلها واسافلها وعليها بني السمح في سنة إحدى ومائة 
وصفها «ابن الوردي» في كتابه «خريدة العجائب وفريدة الغرائب» فقال:
وبمدينة قرطبة القنطرة العجيبة التي فاقت قناطر الدنيا حسناً وإتقاناً، وعدد قسيها سبعة عشر قوساً، كل قوس منها خمسون شبراً وبين كل قوسين خمسون شبراً...
وقال «الإدريسي» في «نزهة المشتاق في اختراق الآفاق»
ولقرطبة القنطرة التي علت القناطر فخراً في بنائها وإتقانها وعدد قسيها سبع عشرة قوساً بين القوس والقوس خمسون شبراً وسعة القوس مثل ذلك خمسون شبراً وسعة ظهرها المعبور عليه ثلاثون شبراً ولها ستائر من كل جهة تستر القامة وارتفاع القنطرة من موضع المشي إلى وجه الماء في أيام جفوف الماء وقلته ثلاثون ذراعاً وإذا كان السيل بلغ الماء منها إلى نحو حلوقها وتحت القنطرة يعترض الوادي رصيف سد مصنوع من الأحجار القبطية والعمد الخاشنة من الرخام وعلى هذا السد ثلاث بيوت أرحاء في كل بيت منها أربع مطاحن...
كان عدد أقواسها سبع عشرة قوسًا، بين كل قوس والآخر اثنا عشر مترًا، وسعة القوس الواحد اثنا عشر مترًا، وكان عرضها حوالي سبعة امتار، وارتفاعها عن سطح ماء النهر بلغ خمسة عشر مترًا.
إن هذه الأبعاد كانت لقنطرة بنيت في بداية القرن الثاني الهجري (101هـ)، أي منذ ألف وأربعمائة عام، على يد السمح بن مالك الخولاني الذي كان والي الأندلس من قبل عمر بن عبد العزيز، أي في وقت لم يكن فيه الناس يعرفون من وسائل الانتقال إلا الخيل والبغال والحمير، ولم تكن وسائل وأساليب البناء على المستوى المتطور حينئذٍ؛ مما يجعل هذه القنطرة بهذا الشكل واحدة من مفاخر الحضارة الإسلامية.
وقد قيل عنها في كتاب نفح الطيب من غصن الأندلس الرطيب: قال في مناهج الفكر إن قنطرة قرطبة إحدى أعاجيب الدنيا بنيت زمن عمر بن عبد العزيز على يد عبد الرحمن بن عبيد الله الغافقي وطولها ثمانمائة ذراع  وعرضها عشرون باعا وارتفاعها ستون ذراعا وعدد حناياها ثماني عشرة حنية وعدد أبراجها تسعة عشر برجا 

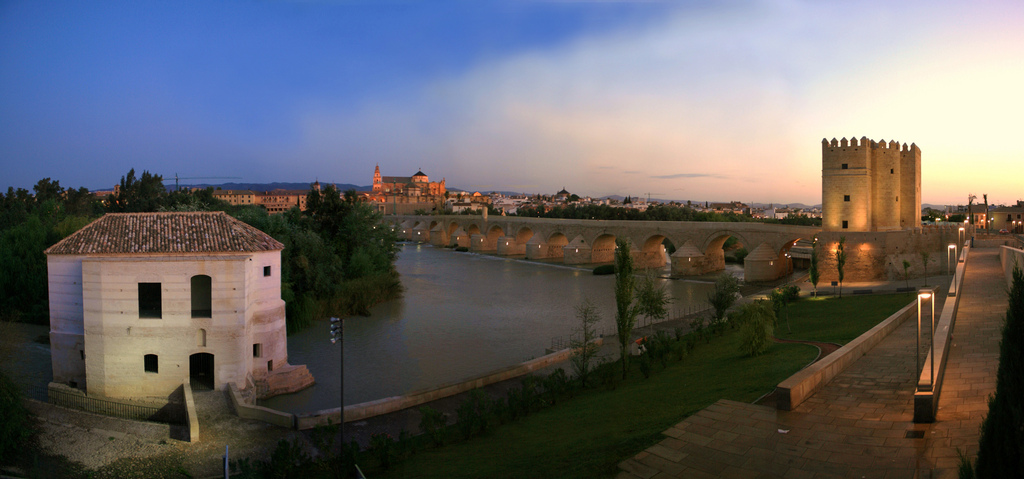
صورة لقنطرة قرطبة في وقت الغروب

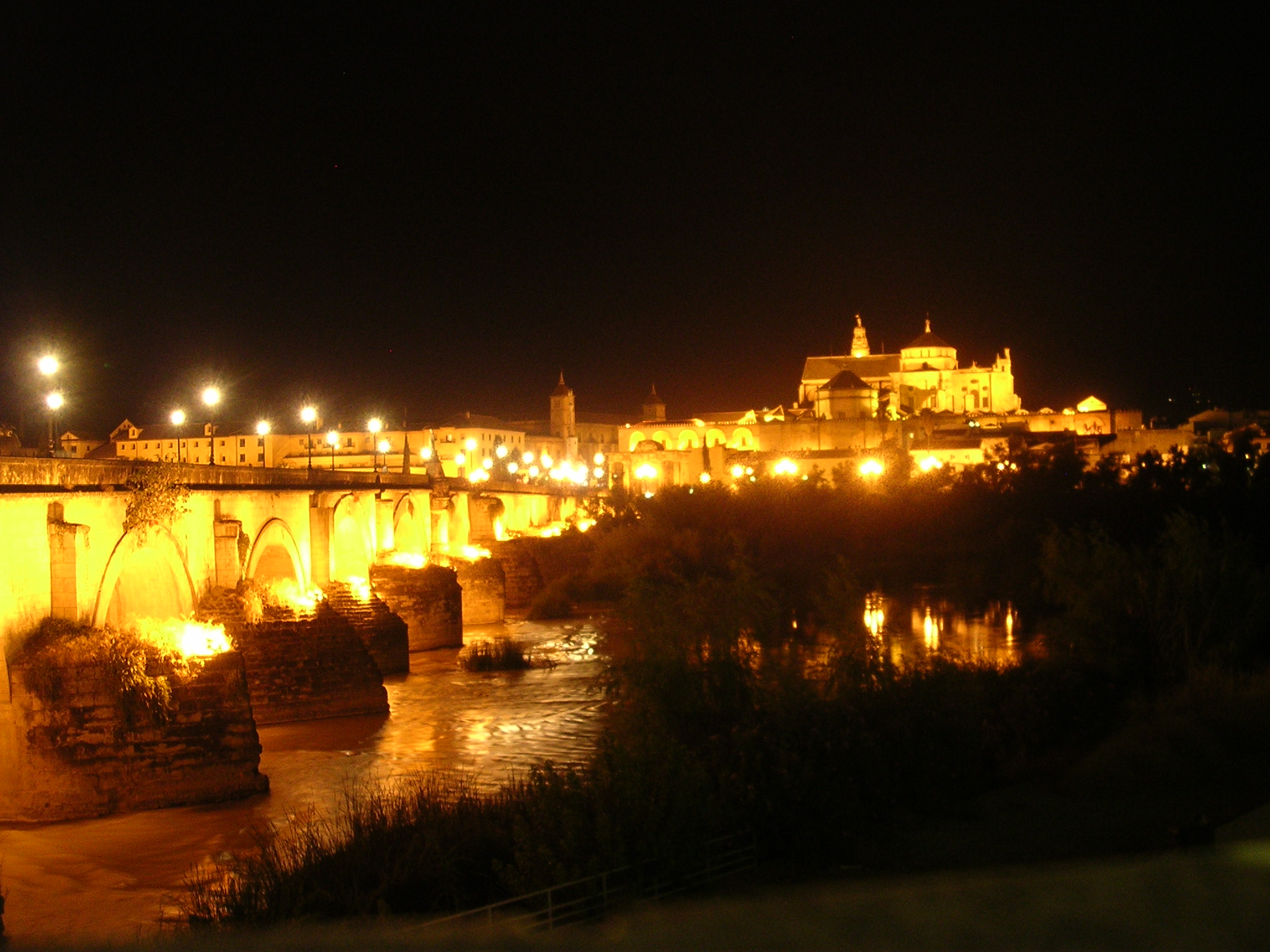
قنطرة قرطبة ليلاً

## التجديد

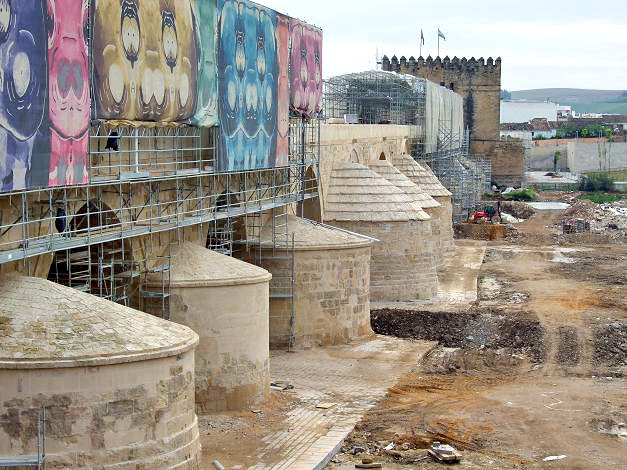
صورة لأعمال الصيانة في 2006

شهدت قنطرة قرطبة لعدة إصلاحات وأبرزها:

### في عهدالحاجب المنصور
جدد المنصور بن أبي عامر بناء قنطرة قرطبة وأعاد بنائها سنة 378هـ واستغرق بناؤها سنة ونصف وأنفق لذلك مائة وأربعين ألف دينار

### في الدولةالإسبانيةالمعاصرة
في 2006 تم ترميم قنطرة قرطبة وقد تم إقفال الجسر وإنهاء حركة المرور لمدة سنتين لأعمال الصيانة وقد تم الانتهاء من الترميم في 9 يناير 2008

## ألبوم الصور

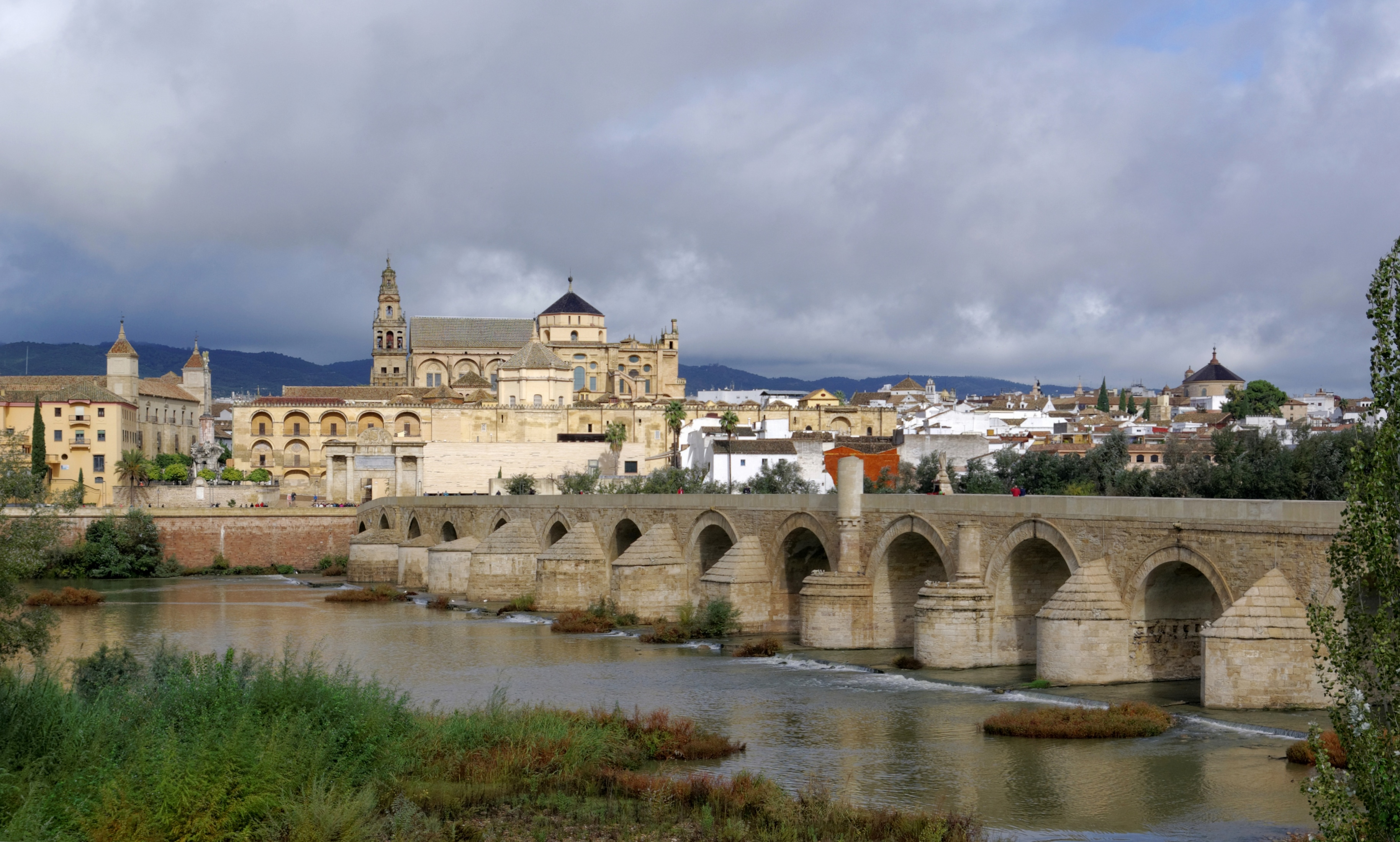
صورة لقنطرة قرطبة وتظهر جامع قرطبة
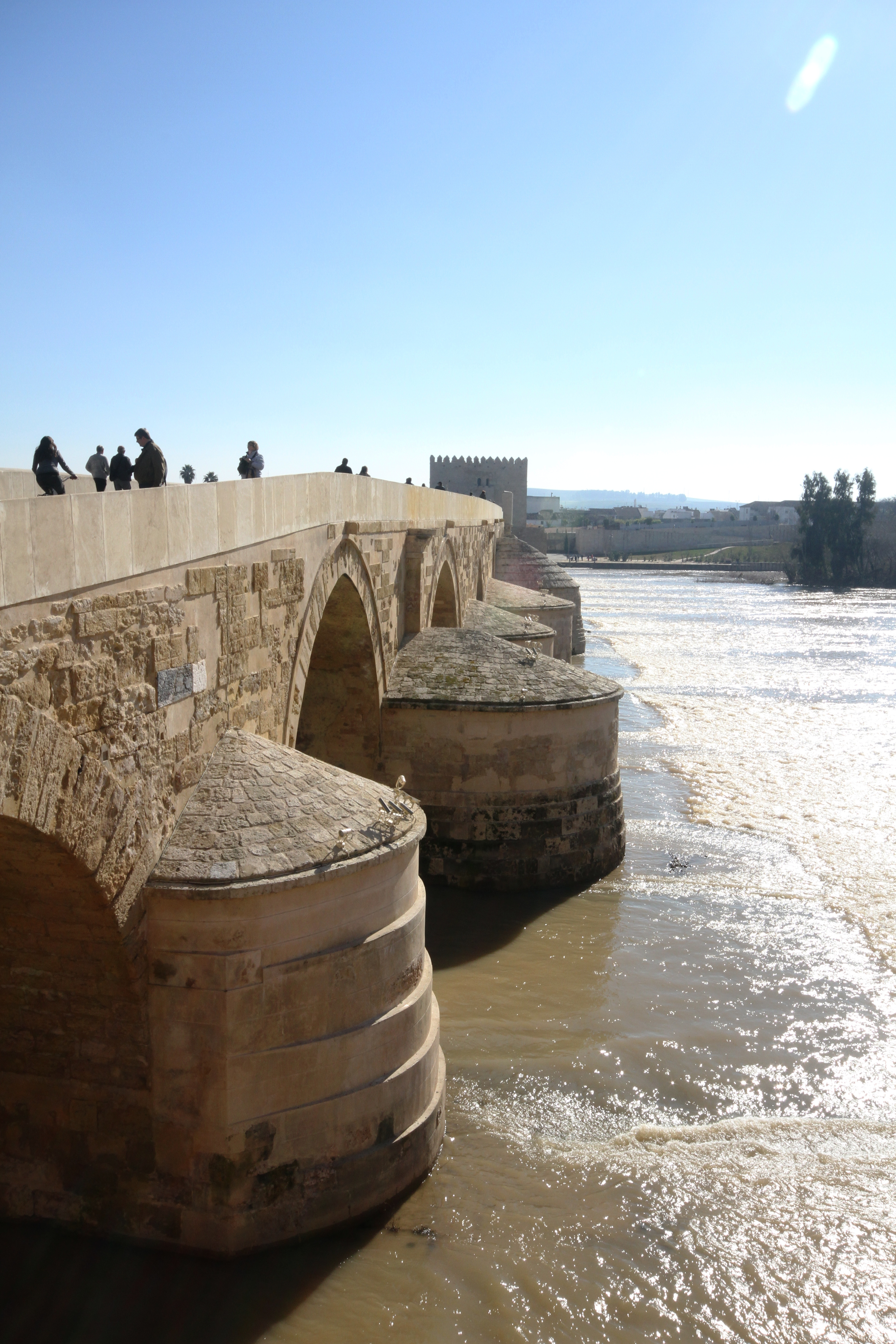
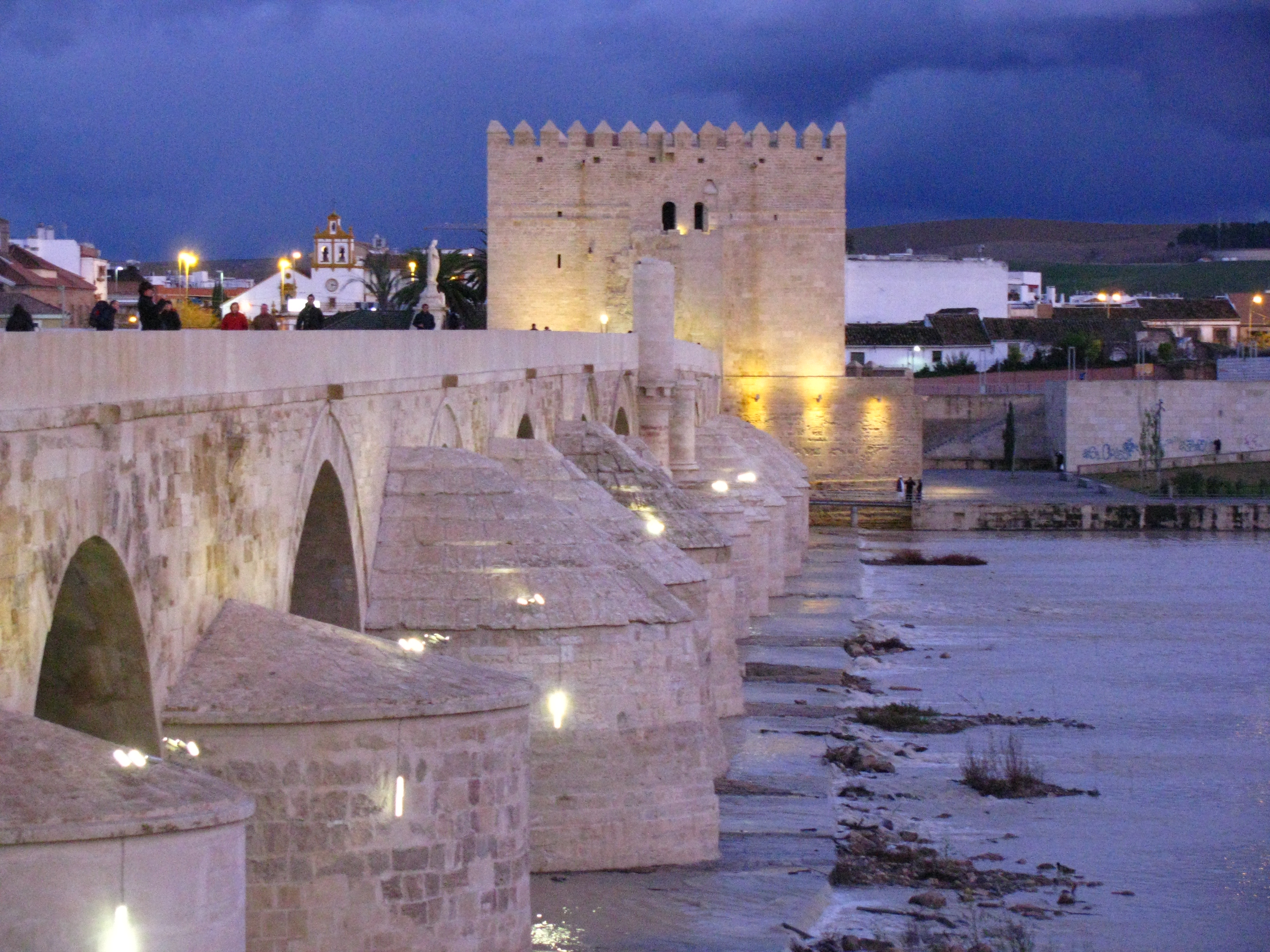
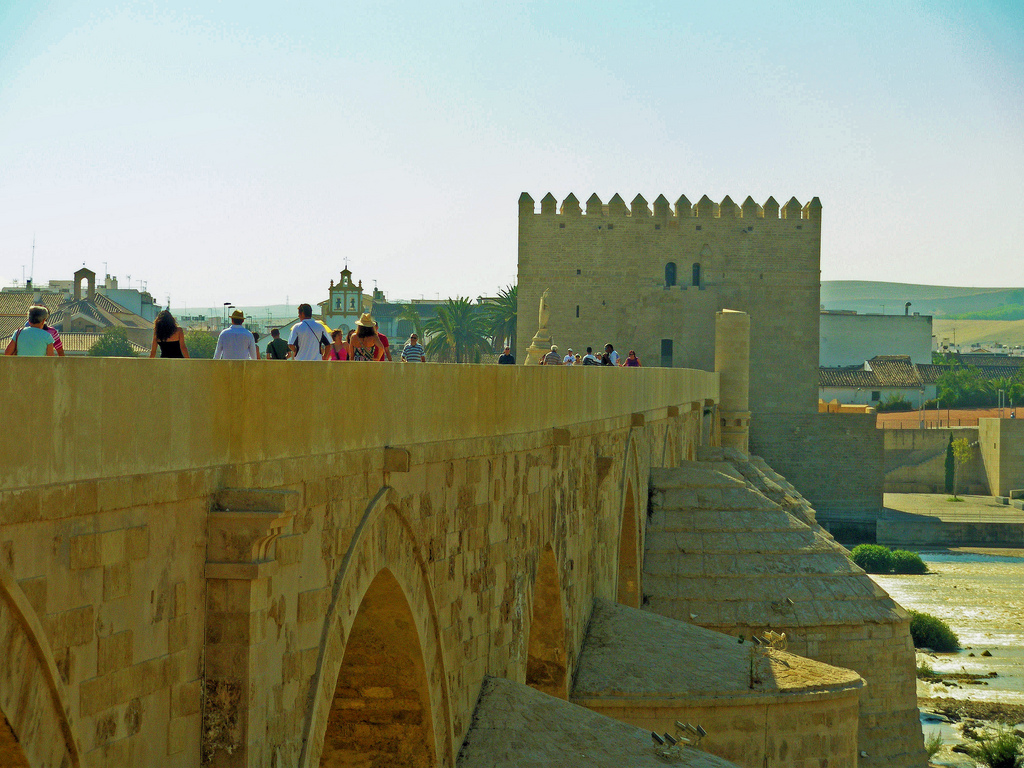
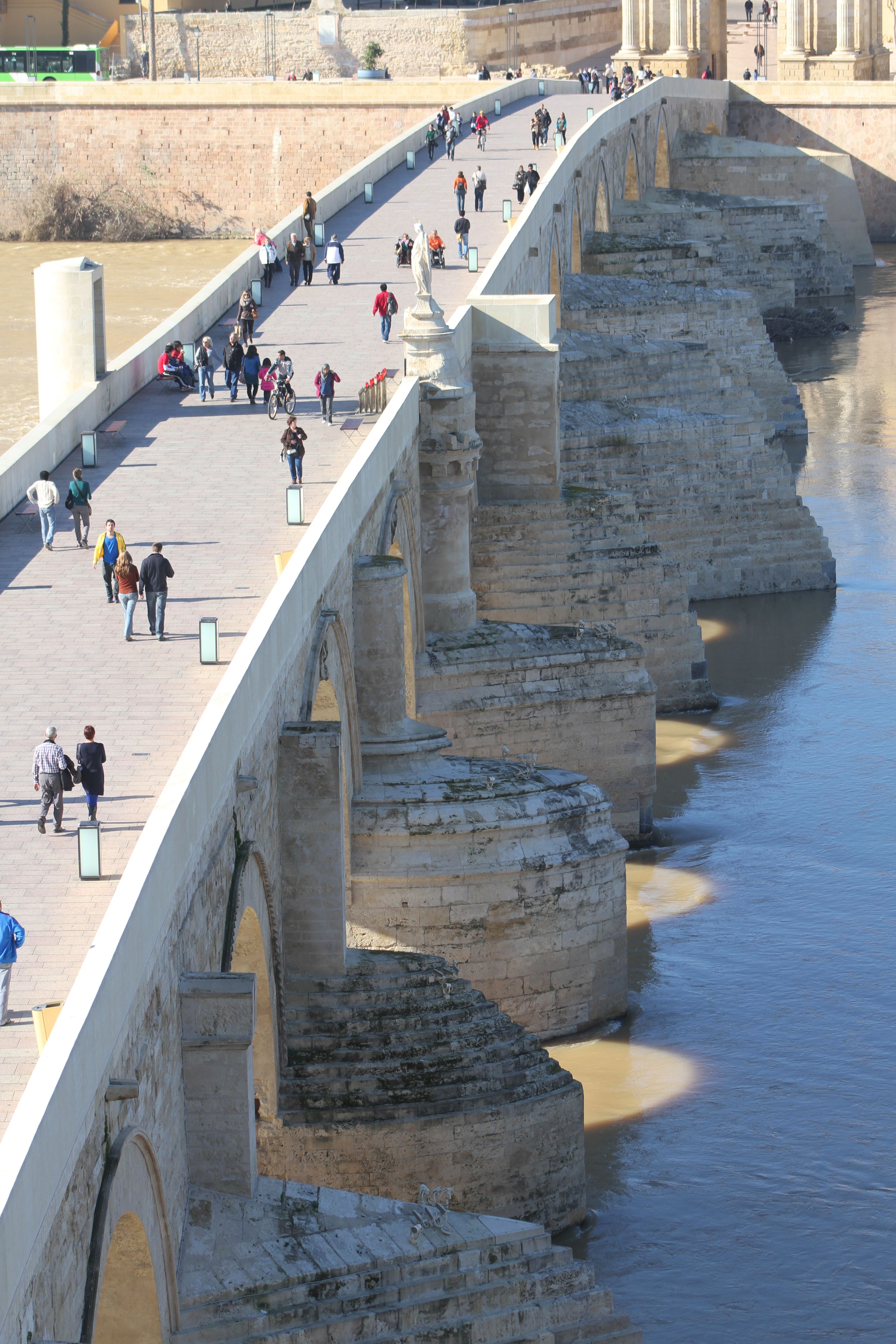
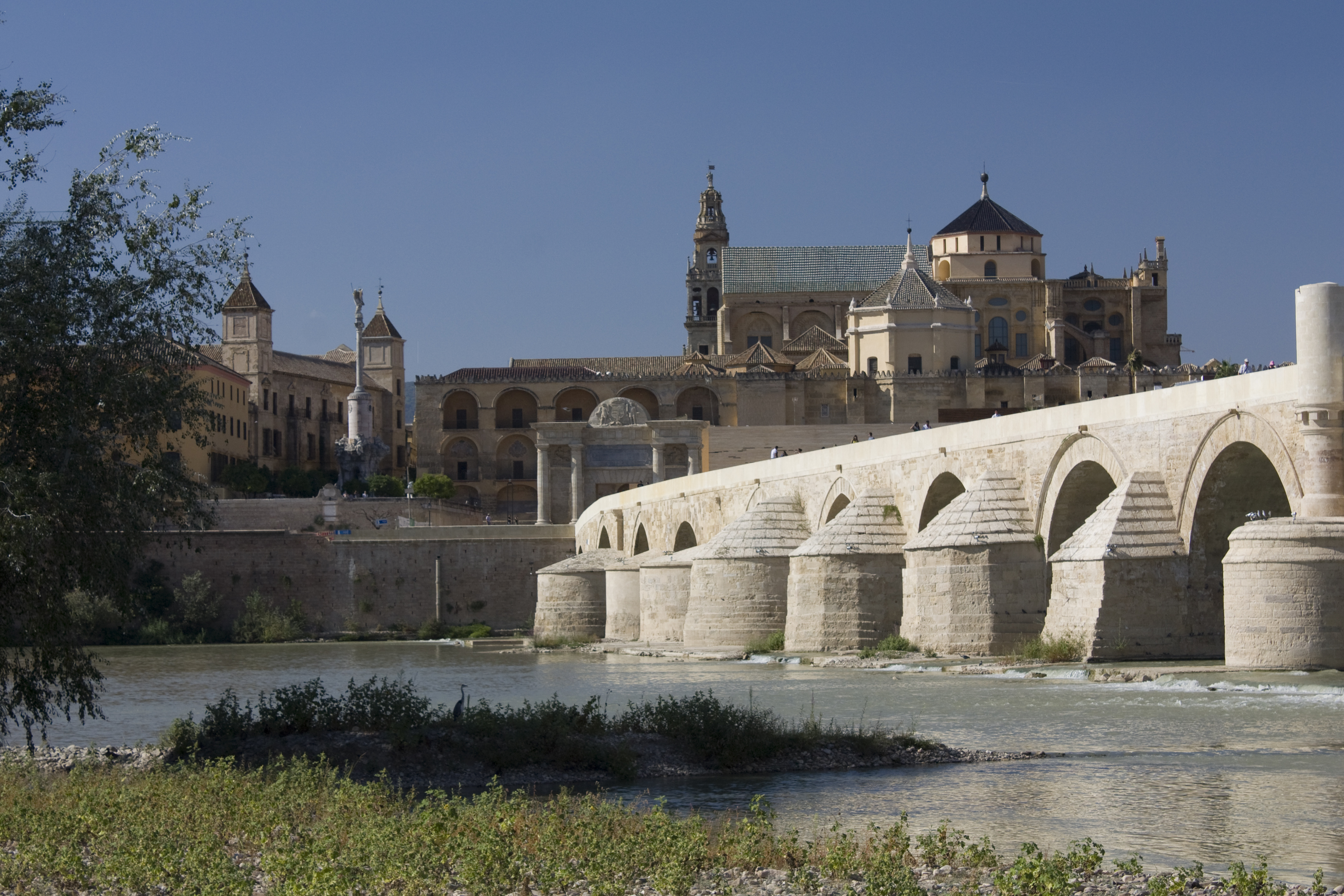
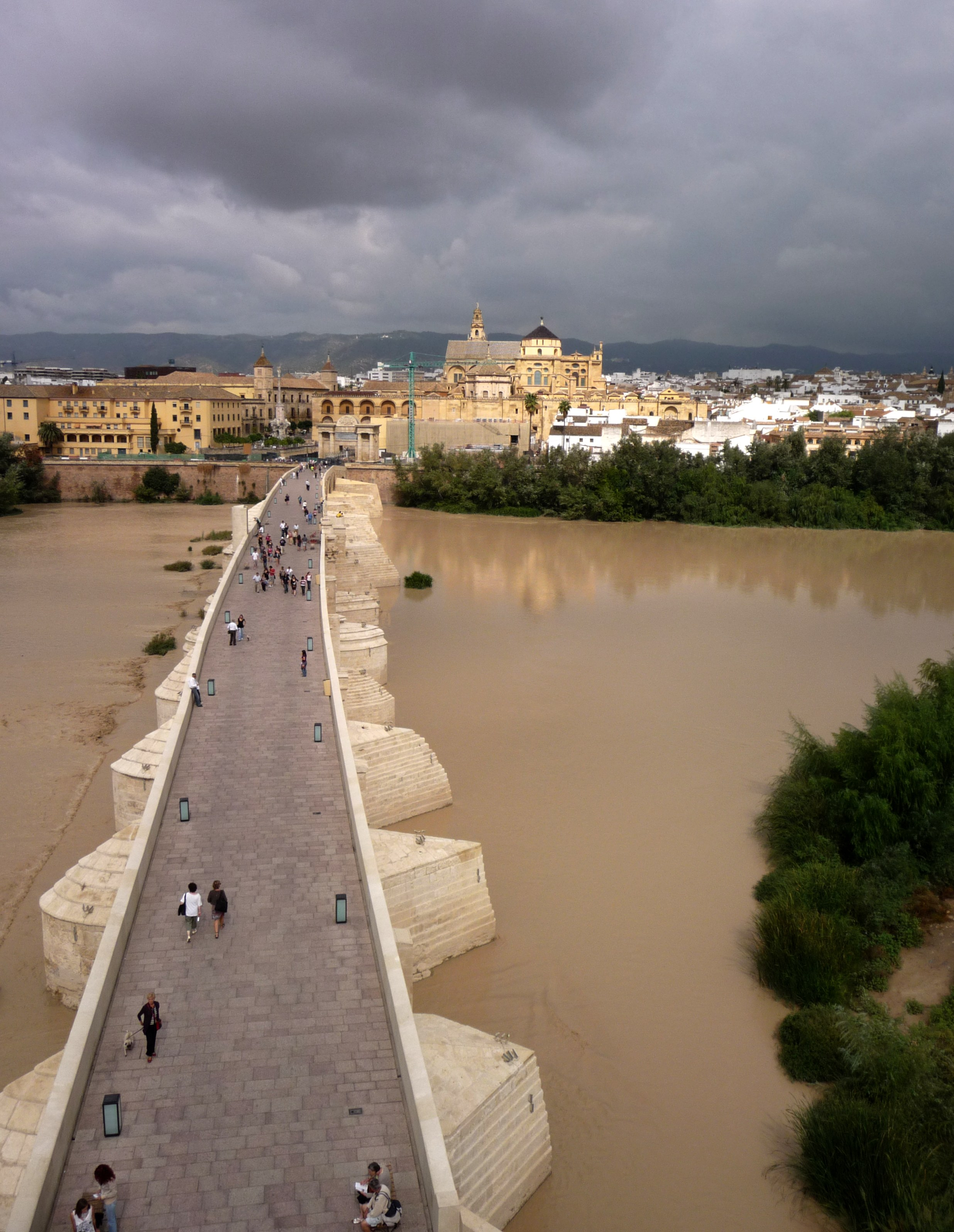
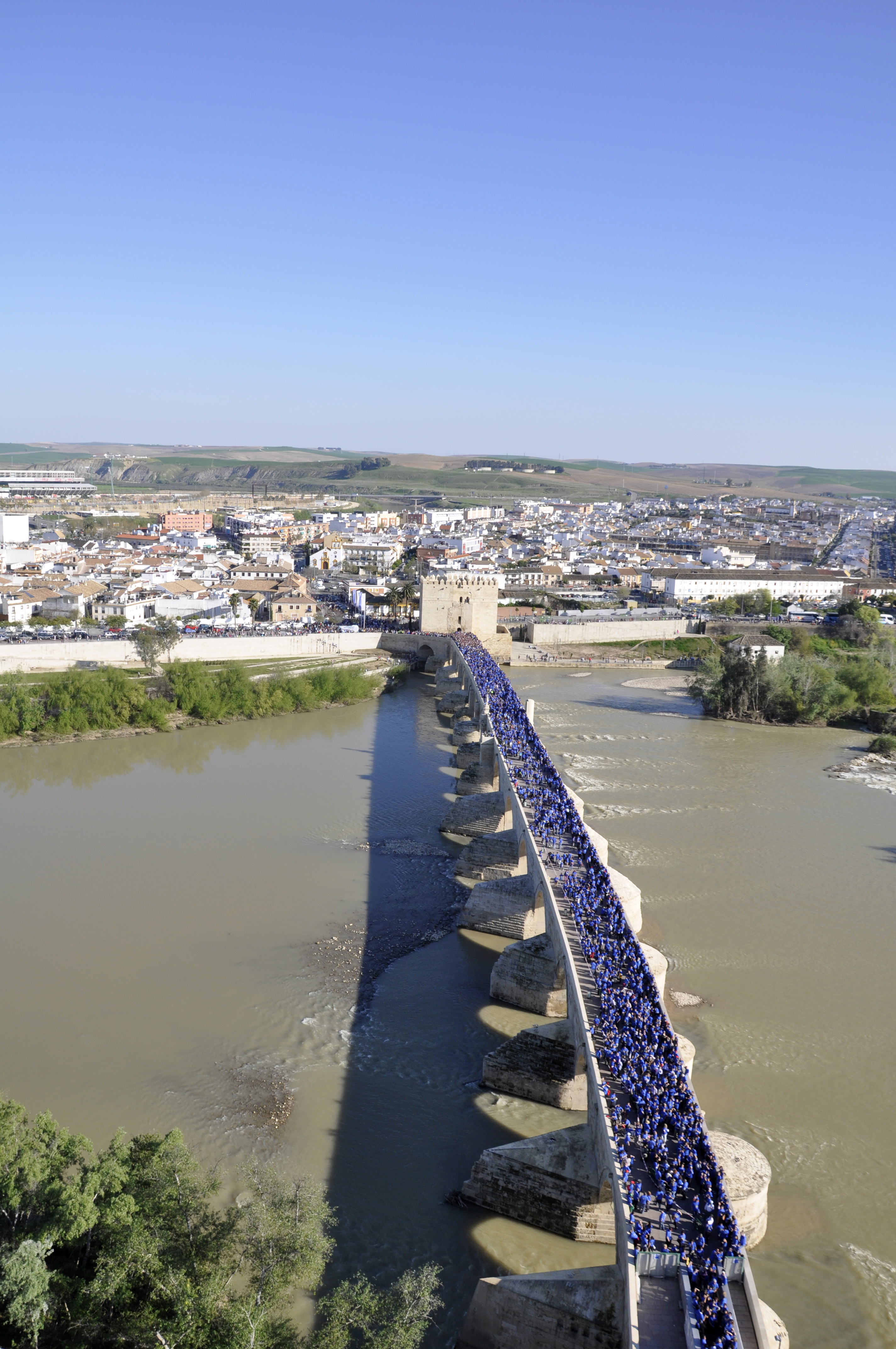
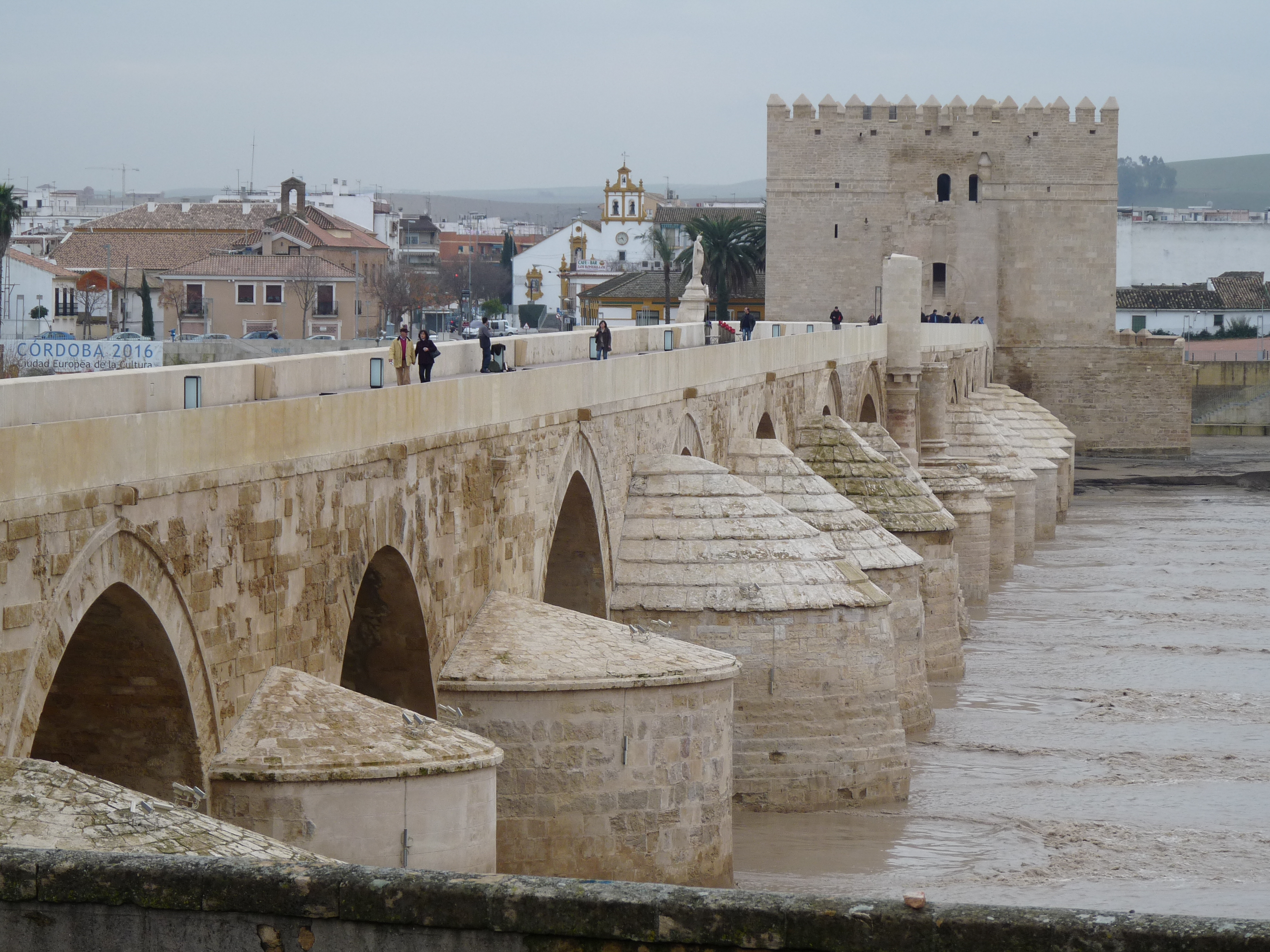
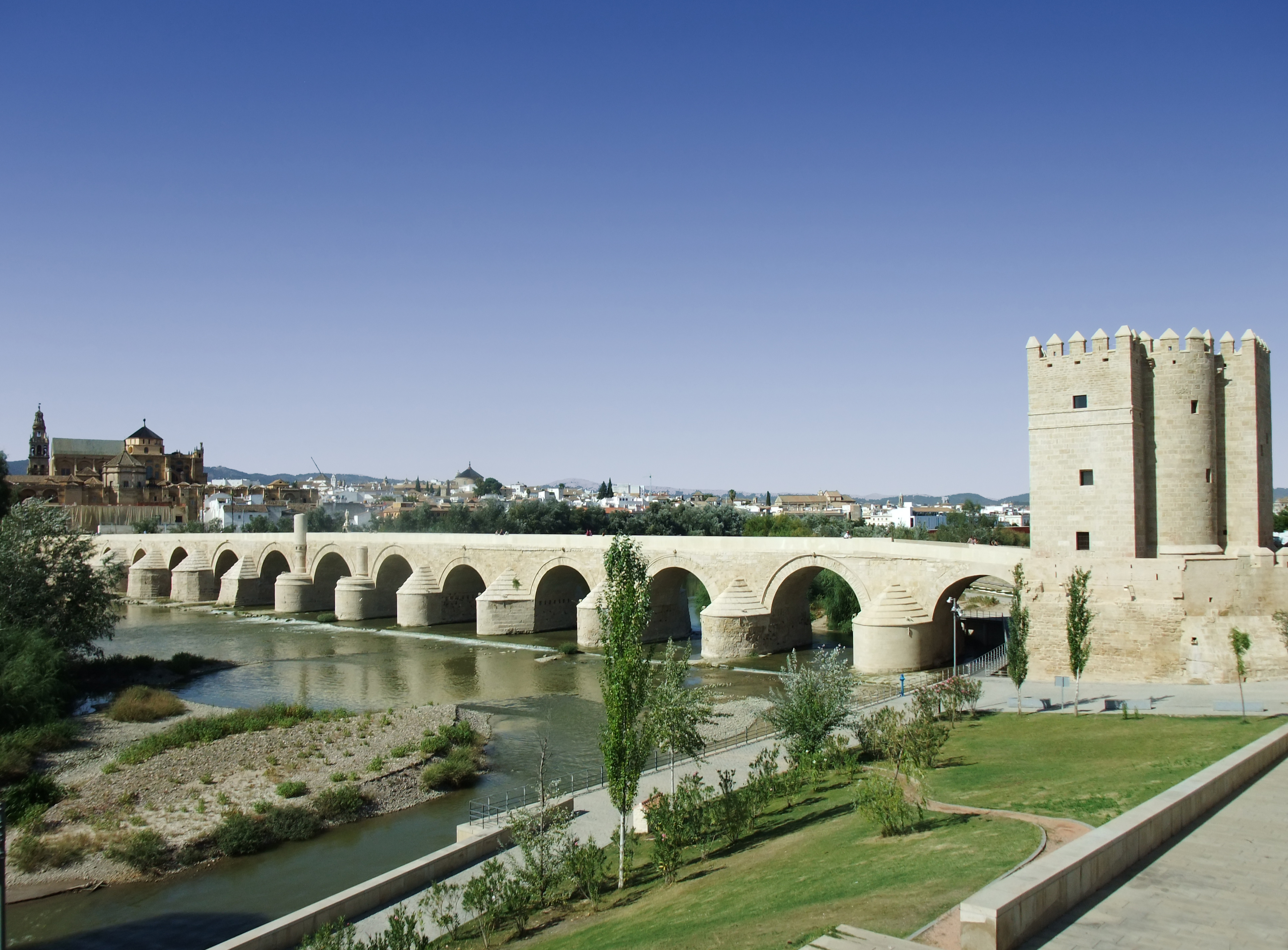
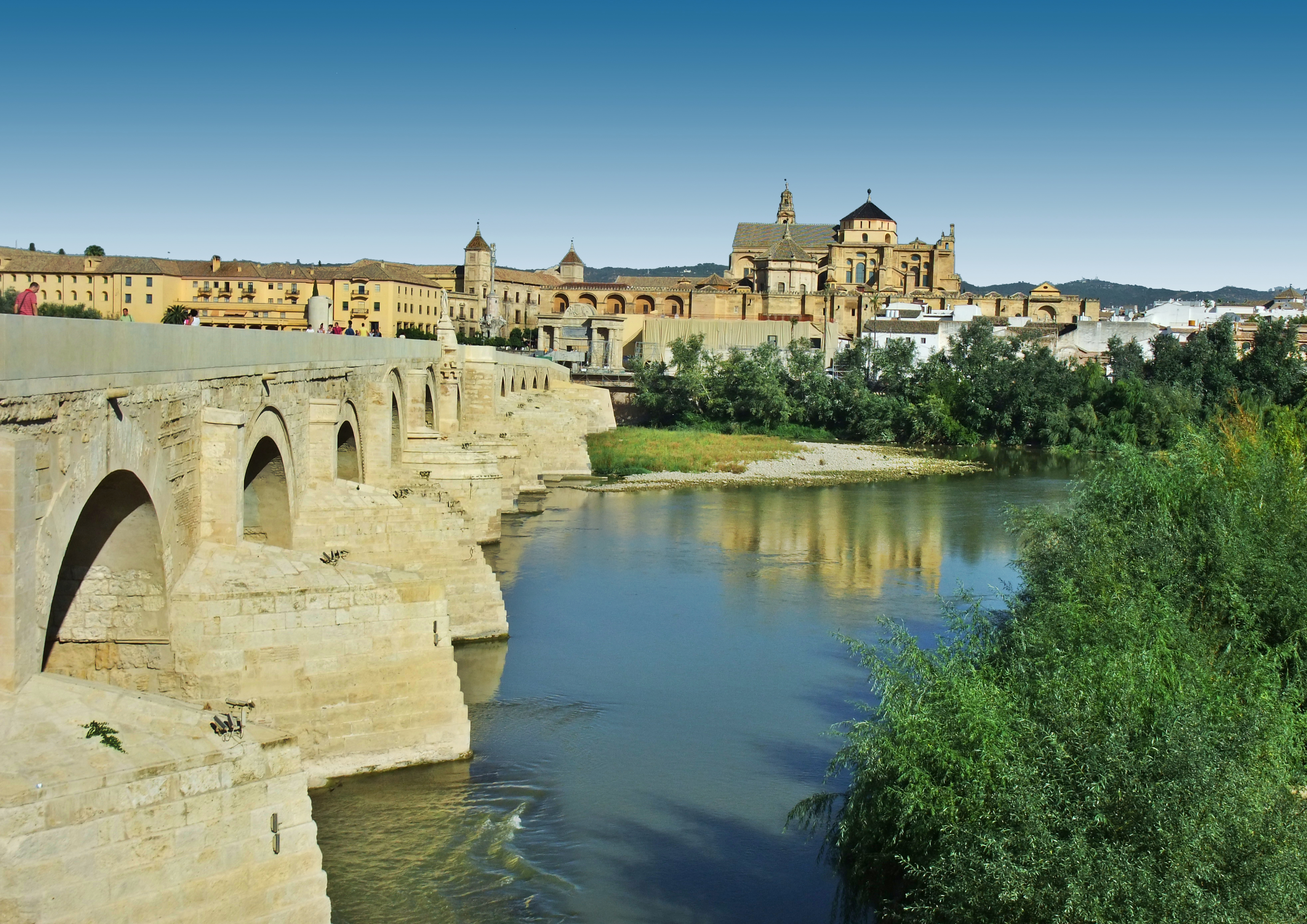
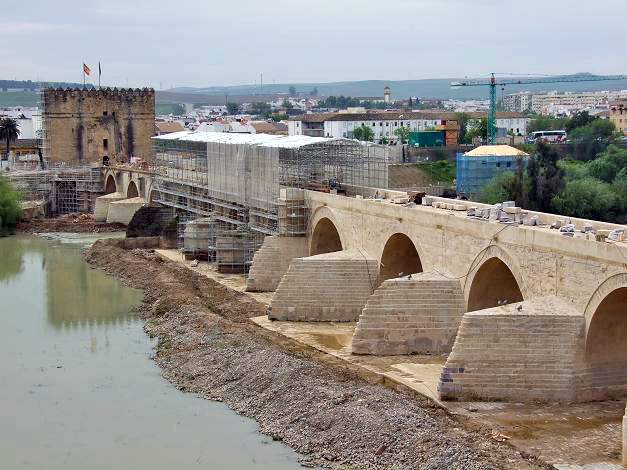
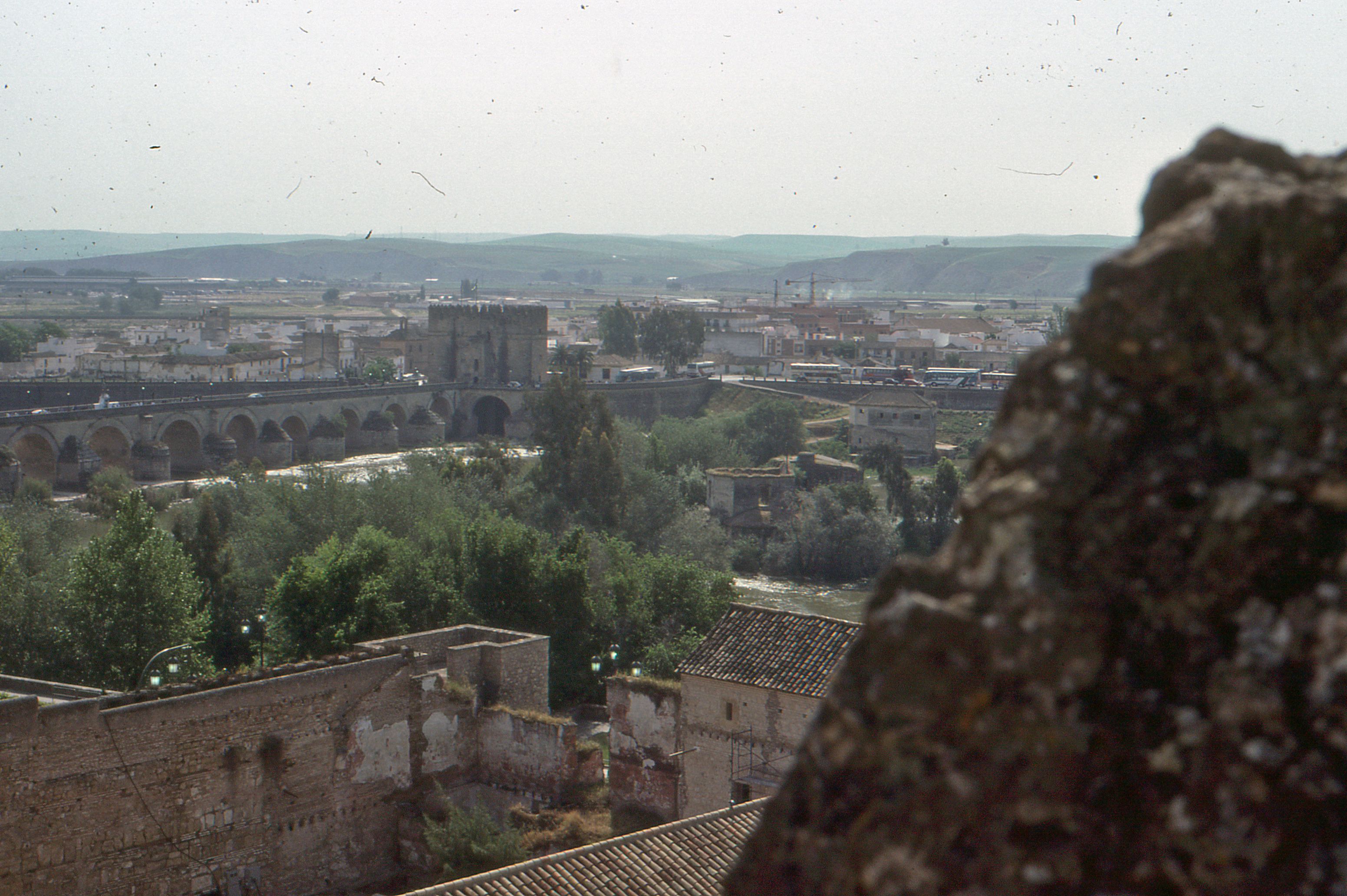
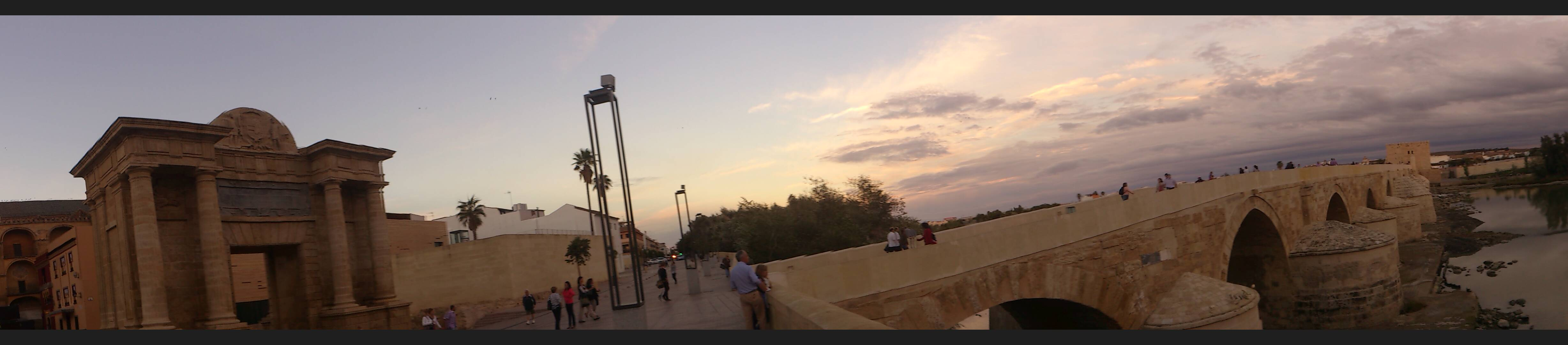
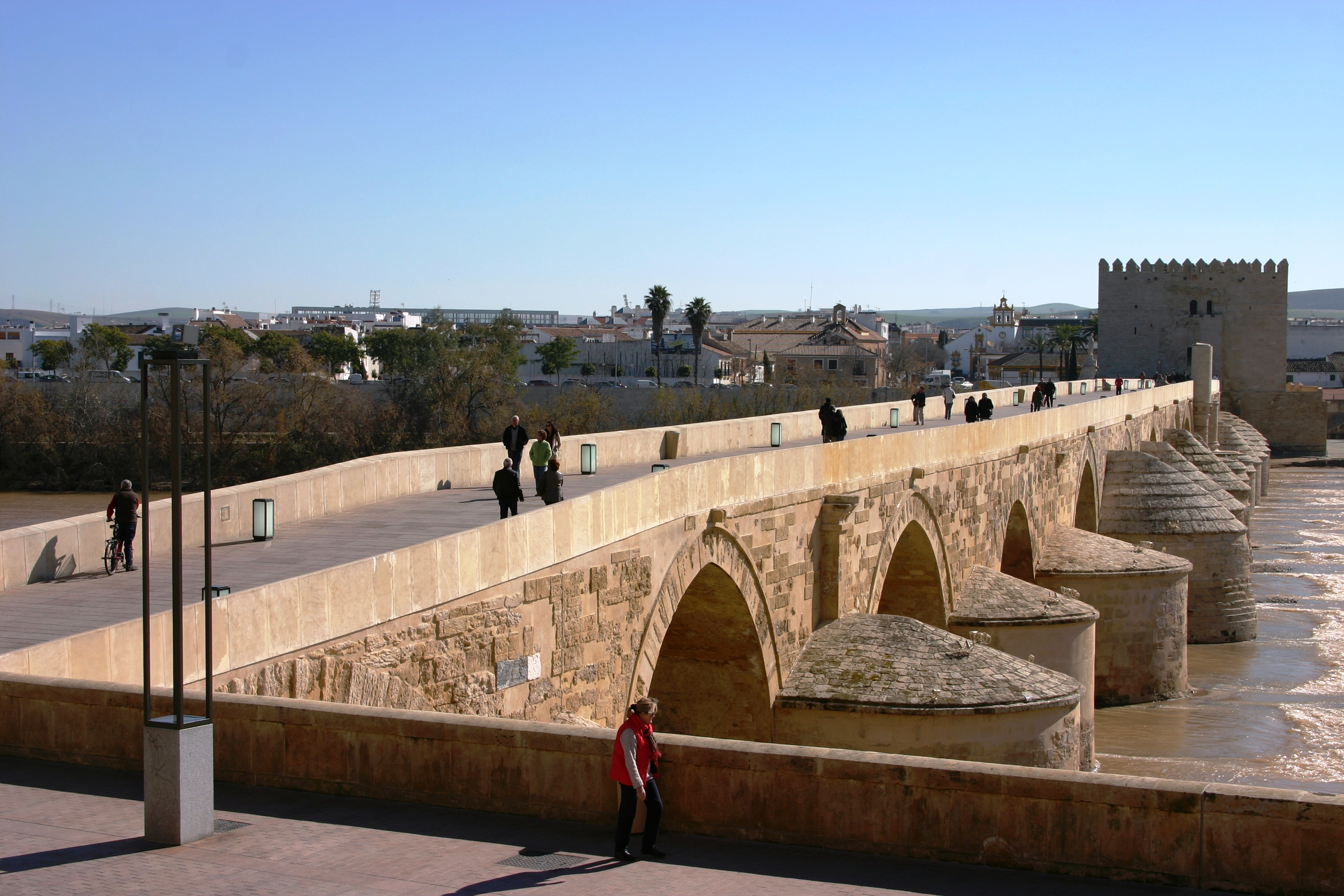
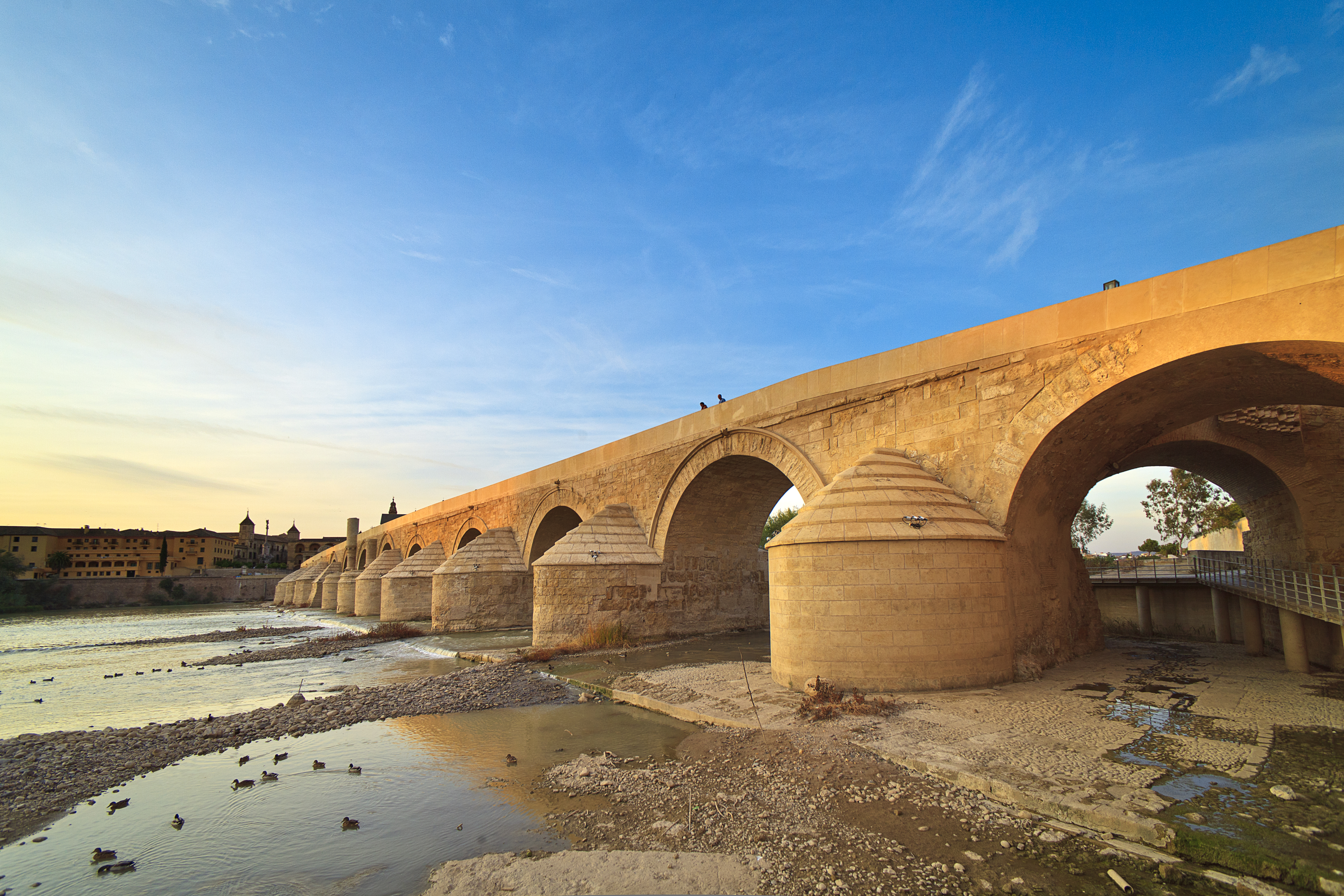
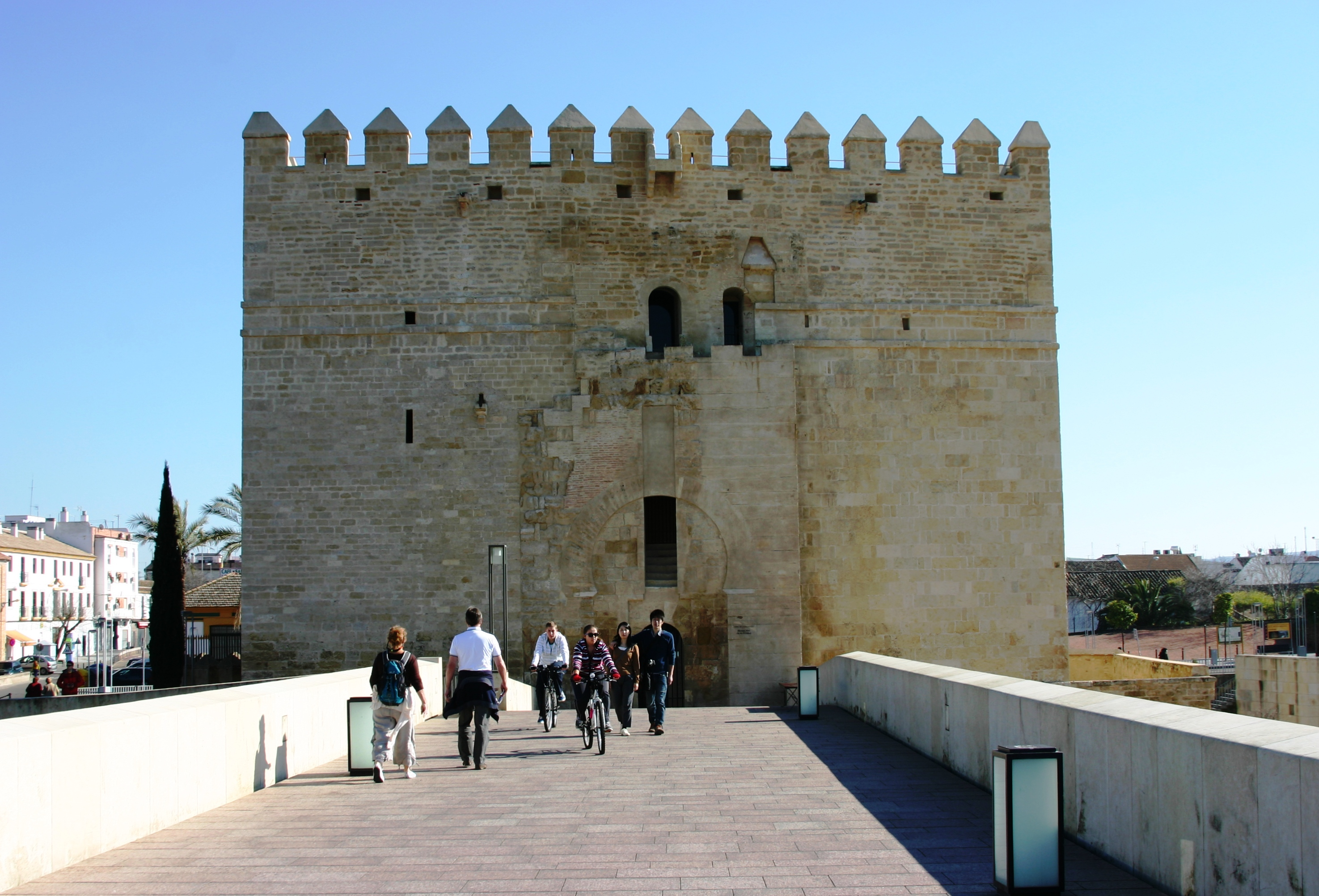
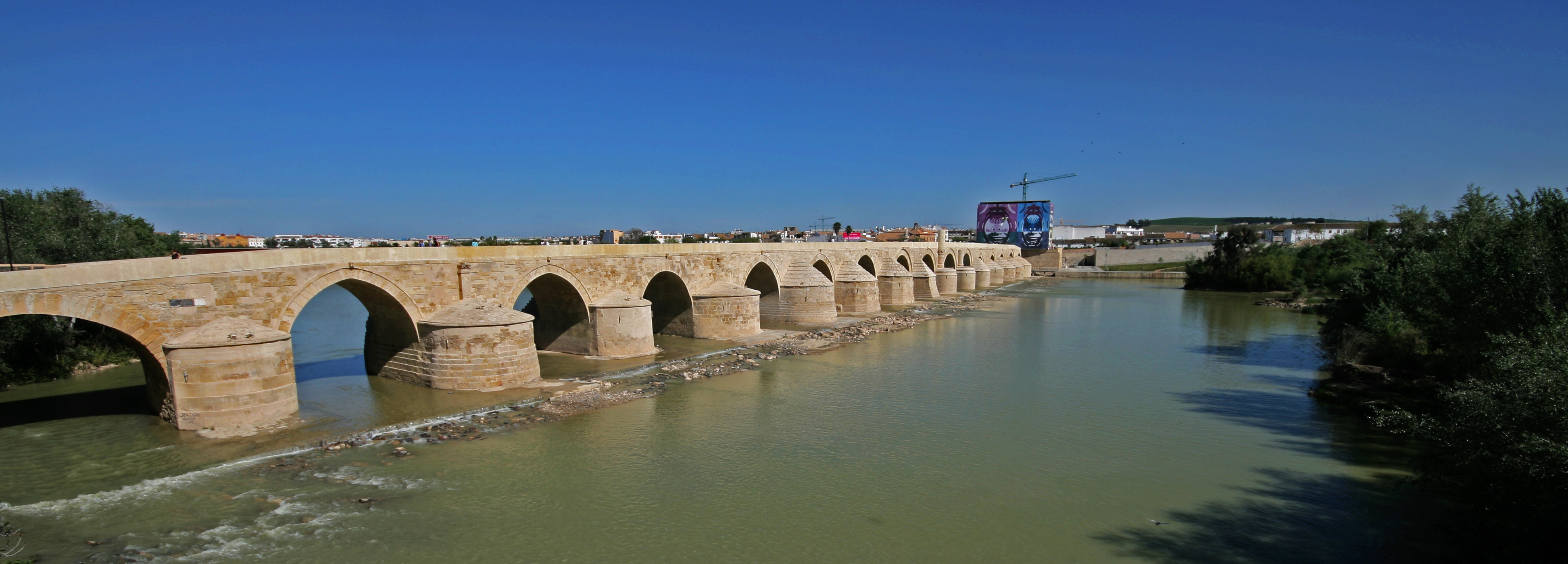
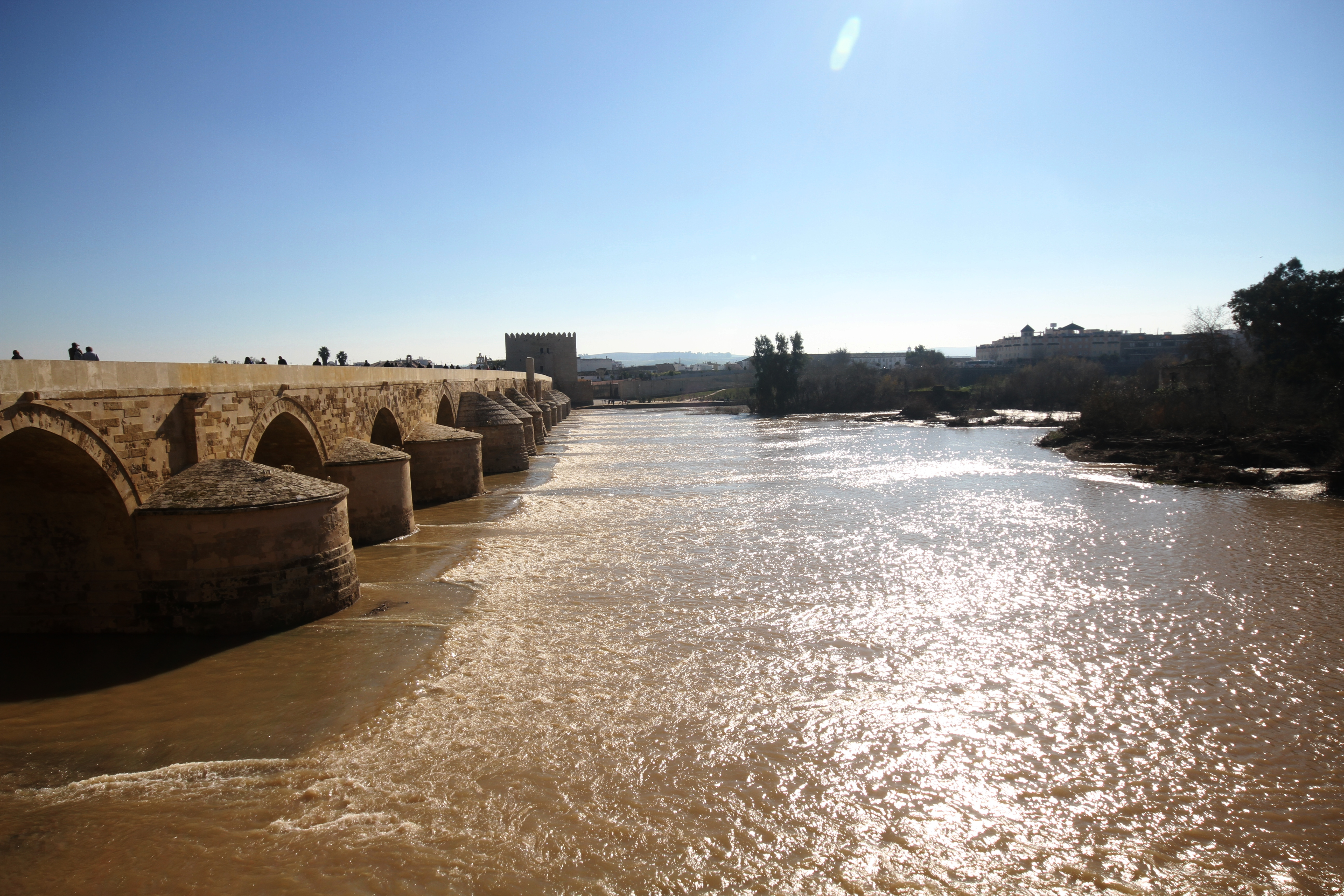
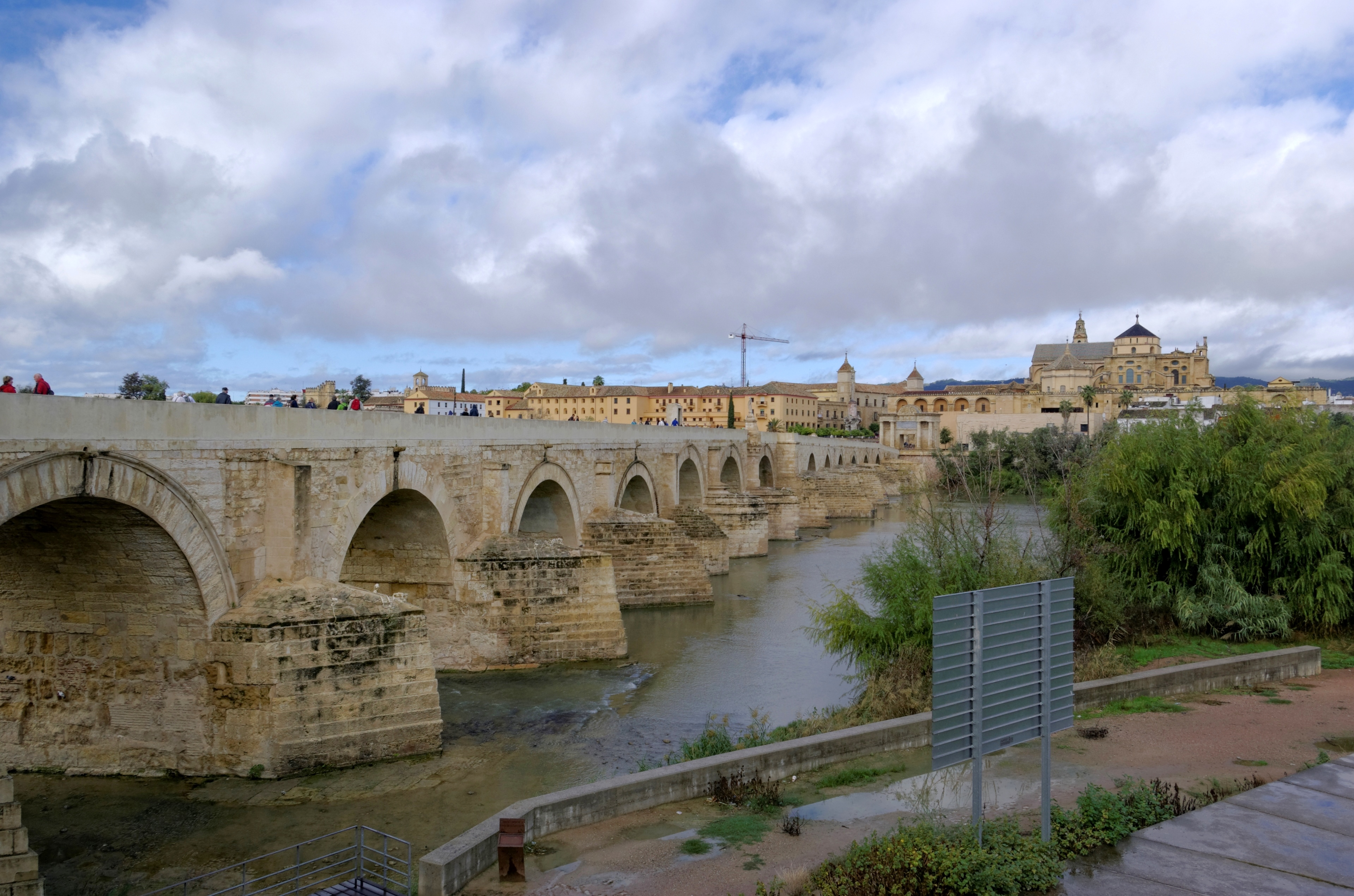